# Charlotte Bara
Charlotte Bara (Bruxelles, 20 aprile 1901 – Locarno, 7 dicembre 1986) è stata una ballerina tedesca naturalizzata svizzera.
Charlotte Bara era la figlia di un mercante di seta ebreo tedesco Paul Bachrach e sua moglie Elvira B. Bachmann. Ha ricevuto la sua educazione a Bruxelles, dove Heinrich Vogeler è stato coinvolto nella costruzione e nell'arredamento della casa dei suoi genitori. L'apprendimento della danza che ha imparato attraverso un allievo di Isadora Duncan, Alexander Sacharoff a Losanna e dal principe Raden Mas Jodjana in Olanda. Durante la prima guerra mondiale la famiglia ha dovuto lasciare il Belgio e le loro proprietà sono state confiscate. Mentre il padre era alla ricerca di un nuovo posto dove stare, rimase con sua madre a Barkenhoff di Heinrich Vogeler a Worpswede. Dopo la prima guerra mondiale, si è perfezionata con Berthe Trümpy e Vera Skoronel a Berlino. Come nuovo domicilio trovarono il Castello San Materno ad Ascona, ora ampliato dall'architetto berlinese Paul Rudolf Henning. Nel 1927 partecipò al Congresso della danza a Magdeburgo. Nel 1928 si convertì alla fede cattolica. Nel 1928 è stato eretto per loro da Carl Weidemeyer il Teatro San Materno con una terrazza innovativa che è stato la loro scuola per la danza espressionista e per rappresentazioni teatrali e conteneva anche appartamenti per gli ospiti. Dal 1919 risiede ad Ascona. Nel 1927 si sposa con Carl Rütters, dopo la seconda guerra mondiale acquisisce la cittadinanza svizzera.